# Satellite sur IP
 (mars 2021).
La mise en forme du texte ne suit pas les recommandations de Wikipédia : il faut le « wikifier ».
Les points d'amélioration suivants sont les cas les plus fréquents. Le détail des points à revoir est peut-être précisé sur la page de discussion.
- Les titres sont pré-formatés par le logiciel. Ils ne sont ni en capitales, ni en gras.
- Le texte ne doit pas être écrit en capitales (les noms de famille non plus), ni en gras, ni en italique, ni en « petit »…
- Le gras n'est utilisé que pour surligner le titre de l'article dans l'introduction, une seule fois.
- L'italique est rarement utilisé : mots en langue étrangère, titres d'œuvres, noms de bateaux, etc.
- Les citations ne sont pas en italique mais en corps de texte normal. Elles sont entourées par des guillemets français : « et ».
- Les listes à puces sont à éviter, des paragraphes rédigés étant largement préférés. Les tableaux sont à réserver à la présentation de données structurées (résultats, etc.).
- Les appels de note de bas de page (petits chiffres en exposant, introduits par l'outil «  Source ») sont à placer entre la fin de phrase et le point final[comme ça].
- Les liens internes (vers d'autres articles de Wikipédia) sont à choisir avec parcimonie. Créez des liens vers des articles approfondissant le sujet. Les termes génériques sans rapport avec le sujet sont à éviter, ainsi que les répétitions de liens vers un même terme.
- Les liens externes sont à placer uniquement dans une section « Liens externes », à la fin de l'article. Ces liens sont à choisir avec parcimonie suivant les règles définies. Si un lien sert de source à l'article, son insertion dans le texte est à faire par les notes de bas de page.
- La présentation des références doit suivre les conventions bibliographiques. Il est recommandé d'utiliser les modèles {{Ouvrage}}, {{Chapitre}}, {{Article}}, {{Lien web}} et/ou {{Bibliographie}}. Le mode d'édition visuel peut mettre en forme automatiquement les références.
- Insérer une infobox (cadre d'informations à droite) n'est pas obligatoire pour parachever la mise en page.

Pour une aide détaillée, merci de consulter Aide:Wikification.
Si vous pensez que ces points ont été résolus, vous pouvez retirer ce bandeau et améliorer la mise en forme d'un autre article.
Satellite sur IP (SAT-IP, SAT>IP ou SAT over IP) est un protocole et une architecture basée sur IP pour la réception et la distribution de signaux satellites de télévision.
Il s'agit d'une alternative au câble coaxial (DVB-S).

## Présentation
Dans un système SAT>IP, les signaux DVB-S et DVB-S2 livrés par un satellite sont démodulés et convertis en format IP dans un serveur SAT>IP près du point de réception et sont distribués sur un réseau IP comme n'importe quel signal IPTV jusqu'à des appareils multimédias compatibles avec un signal IP. Des tablettes, des ordinateurs fixes, des ordinateurs portables, des téléphones intelligents, des téléviseurs intelligents, des consoles de jeux vidéo, des lecteurs multimédias peuvent tous être utilisés comme récepteurs de signaux provenant de satellites.
Un avantage de cette technique est la possibilité d'utiliser un réseau IP existant pour la distribution des signaux satellites en évitant ainsi le besoin d'un câble coaxial pour la distribution vers les récepteurs.
Le réseau IP peut aussi être sans fil et donc permettre la réception des chaînes satellites sur des appareils mobiles.

### Genèse
SES S.A. a dévoilé la technologie SAT>IP lors de la cinquième conférence annuelle SES Industry Days en avril 2012 en démontrant la transmission de signaux satellites sur des câbles coaxiaux CAT5, des lignes électriques, des fibres optiques et des réseaux Wi-Fi. Les premiers appareils qui mettent en œuvre la technologie SAT>IP ont été commercialisés en 2012. Tout appareil multimédia compatible IP peut être utilisé comme récepteur SAT>IP.
Le SAT>IP est principalement destiné à la distribution de la télévision par satellite vers des maisons individuelles, mais il peut aussi être utilisé pour connecter des bâtiments multihabitation.
Le SAT>IP a été développé conjointement par l'opérateur de satellites SES, le diffuseur britannique BSkyB et la compagnie danoise de logiciels pour télévision Craftwork. Les partenaires visent à normaliser le projet de satellite sur IP internationalement.
L'équipement prototype et le premier convertisseur certifié SAT>IP ont été développés par Inverto Digital Labs, un fabricant de boîtiers décodeurs (set top boxes) et un éditeur de logiciels luxembourgeois.
La technologie SAT>IP est une technologie libre de droits. Elle est utilisable par tous les fabricants.

### Bande passante
Plusieurs serveurs et clients SAT>IP peuvent être utilisés sur le même réseau pour des chaînes de télévision gratuites ou cryptés.
La bande passante réseau requise est d'environ 30 Mbit/s par flux HD et 10 Mbit/s par flux SD.

### Serveur SAT>IP
Le serveur Sat>IP permet de supprimer le syntoniseur RF et le démodulateur de l'équipement de client en fournissant ces fonctions au niveau du serveur. Le serveur contient généralement deux ou plusieurs syntoniseurs pour servir plusieurs clients demandant différents canaux simultanément. Il convertit les signaux de télévision par satellite vers le protocole IP en qualité de diffusion, de manière transparente, sans transcodage, éliminant efficacement la couche DVB-S/S2 en la remplaçant par une couche de transport IP.

### Protocole SAT>IP
Convertis en IP, les signaux de télévision par satellite peuvent être distribués sur tout réseau IP, utilisant des technologies Ethernet câblées, sans fil (WLAN, 4G), de distribution d'électricité à domicile, de fibres optiques, de fibres optiques plastiques, de câbles coaxiaux, de paires torsadées (xDSL) ou de lumière visible. Le protocole SAT>IP est indépendant du fournisseur et a été conçu pour permettre à des périphériques clients SAT>IP de communiquer avec des serveurs SAT>IP.
Le protocole SAT>IP est un protocole de syntoniseur (tuner) distant et s'appuie sur des protocoles existants tels qu'IP, UPnP, RTSP et HTTP qui ont été augmentés par des extensions pour la télévision par satellite lorsque nécessaire.
Le protocole SAT>IP se compose d'un plan de média et d'un plan de contrôle. Dans le plan de média, le serveur SAT>IP produit des flux médias dans des formats standards unicast et multicast RTP/UDP.
Dans le plan de contrôle, les périphériques clients demandent l'accès à des satellites, des transpondeurs et des flux MPEG en utilisant RTSP ou HTTP. Seuls les paquets de flux de transport qui sont nécessaires pour la transmission de télévision demandée sont envoyés sur le réseau IP.
La description du protocole (v1.2.2) est disponible à l'adresse http://www.satip.info/sites/satip/files/resource/satip_specification_version_1_2_2.pdf.

### Télévision payantecryptée
Le protocole SAT>IP ne fournit pas de soutien spécifique pour les services cryptés. La spécification ne vise que le syntoniseur (tuner) et comment accéder au flux DVB sur le réseau. Donc, si le client veut accéder à des flux cryptés, il peut le faire, mais il a besoin d'avoir un équipement adéquat. Cela est facile lorsque le client est un équipement muni d'un CAS / CAM (comme un téléviseur ou un set-top box), mais il n'est pas clair comment le faire avec un PC ou une tablette.

## Produits

### ServeursSAT>IP
Inverto
Le premier serveur SAT>IP certifié pour utilisation commerciale fut le serveur IDL400S Multibox d'Inverto. Ce serveur, basé sur Linux, peut syntoniser et convertir jusqu'à 4 signaux satellites. Ce convertisseur prend également en charge le protocole DLNA.
Zinwell
Le serveur Zinwell ZIM-1800 SAT>IP fut le deuxième serveur certifié conforme à la nouvelle norme. Le coût de l'installation et de la distribution peut aussi être considérablement réduit en utilisant les fonctionnalités de multidiffusion et unicast des systèmes SMATV (en) dans les hôtels et appartements.
Triax
Triax offre le serveur TSS400.
GSS
GsSS offre le serveur DSI400.
Schwaiger
Schwaiger offre le serveur MS41IP et le client DSR41IP.
Telestar
Telestar offre le serveur Digibit R1 et le client Digibit B1.
Blankom
Blankom offre le serveur SIA-108.
Digital Devices
Digital Devices offre des serveurs produisant des signaux compatibles avec la norme SAT>IP sur des réseaux DVB-C et DVB-T.
Minisatip
Minisatip est un logiciel libre de serveur SAT>IP fonctionnant sous Linux. Il a été testé avec les cartes DVB-S, DVB-S2, DVB-T, DVB-T2, DVB-C, DVB-C2, DVB et ATSC.

#### SAT>IP compatible DVB-C et DVB-T
Des serveurs SAT>IP ont été développés pour les câbles numériques DVB-C et le terrestre DVB-T. Comme mentionné précédemment, Digital Devices offre de tels serveurs.

### ClientsSAT>IP
Comme mentionné précédemment, plusieurs équipements peuvent être utilisés comme client SAT>IP :
- les téléphones intelligents et les tablettes (avec les applications appropriées) ;
- les décodeurs compatibles DLNA ;
- les téléviseurs compatibles UPnP / DLNA ;
- les ordinateurs (avec un logiciel approprié comme Windows Media Player, VLC media player, TVersity Media Server (en), DVBViewer (en), XBMC ou Boxee (en)) ;
- certaines consoles de jeux.

Des logiciels permettant d'utiliser des ordinateurs et d'autres dispositifs d'affichage comme des clients SAT> IP ont été développés par un certain nombre de sociétés :
- DVBViewer.com : cette société a amélioré le logiciel DVBViewer Pro qui permet de visionner et d'enregistrer des émissions de télévision pour l'adapter à la technologie SAT>IP ;
- Elgato Systems : cette société a produit une application pour tablettes et téléphones intelligents Android, et une application  pour iPad et iPhone permettant à ces équipements d'agir comme des clients Sat>IP[14].

## Support de l'industrie
Le site SAT>IP mentionne que les compagnies suivantes supportent le standard SAT>IP :
- Abilis
- Astro-Strobel
- Broadcom
- Craftwork
- Devolo
- Digital Devices
- DVB Logic
- DVBViewer
- Elgato Systems
- Em-Sys
- Fuba
- Futuraque
- Global Invacom
- GMI
- Grundig SAT Systems
- Hispasat
- Humax
- HyperPanel Lab
- iCube
- Inverto
- iWedia
- Johansson
- Kathrein
- MaxLinear
- MegaSat
- Microsemi
- Nacamar
- Panasonic
- Red Bee Media
- Schwaiger
- Selfsat
- Sensory-Minds
- SES
- SmarDTV
- STMicroelectronics
- TechniSat
- Telestar
- Televes
- Tivizen
- Triax
- Unitron Group
- Vestel
- WatchTVPro
- Zinwell

## Source de la traduction
- (en) Cet article est partiellement ou en totalité issu de l’article de Wikipédia en anglais intitulé « Sat-IP » (voir la liste des auteurs).